# Mount Jackson
Mount Jackson est une municipalité américaine située dans le comté de Shenandoah en Virginie.
Selon le recensement de 2010, Mount Jackson compte 1 994 habitants. La municipalité s'étend sur 2,74 milles carrés (7,1 km2).
La localité de Mount Pleasant est fondée au nord de la confluence de la Mill Creek avec la Shenandoah. Elle est renommée Mount Jackson par l'Assemblée générale de Virginie en 1826, en l'honneur d'Andrew Jackson. Elle se développe autour du Valley Turnpike (U.S. Route 11) et voit l'arrivée du Manassas Gap Railroad (en) en 1858. Son centre historique, composé de nombreux styles architecturaux allant du style fédéral à l'art déco, est inscrit au Registre national des lieux historiques depuis 1993.